# Myrcia pistrinalis
Myrcia pistrinalis är en myrtenväxtart som beskrevs av Mcvaugh. Myrcia pistrinalis ingår i släktet Myrcia och familjen myrtenväxter. Inga underarter finns listade i Catalogue of Life.